# Phyllomys
Phyllomys es un género de roedores histricomorfos de la familia de los equímidos. Sus 14 especies vivientes habitan selvas en regiones cálidas del centro y centro-este de Sudamérica y son denominadas comúnmente ratas arbóreas espinosas.

## Taxonomía
Descripción original
Este género fue descrito originalmente en el año 1839 por el paleontólogo y naturalista danés Peter Wilhelm Lund.
Su especie tipo por monotipia es Phyllomys brasiliensis, la cual también fue descrita por Lund.
Etimología
Etimológicamente el término genérico Phyllomys se construye con palabras en el idioma griego, en donde: φύλλον (phúllon) significa ‘hoja’ y μῦς (mûs) es ‘rata’, ‘ratón’.

## Características
Phyllomys está compuesto por especies que presentan una longitud cabeza y cuerpo de entre 170 y 350 mm, una longitud de la cola de entre 150 y 370 mm y un peso máximo de hasta 890 g. Presentan suave pelaje que, en la mayoría de las especies, suele presentar pelos espinosos, especialmente en la grupa. Su coloración dorsal va de marrón a marrón-rojizo-dorado, mientras que las partes ventrales son de color blanco puro o marrón grisáceo claro. Los ojos son grandes; las vibrisas son muy largas, alcanzando el dorso; las orejas son cortas y redondeadas. Las extremidades son cortas y anchos, todos los dedos están provistos de fuertes garras, excepto el pulgar, que posee una uña aplanada. La base de la cola está densamente cubierta con pelos del mismo color que la grupa, el resto de la misma puede estar prácticamente sin pelo o, en cambio por aproximadamente 20 mm, la longitud restante varía según la especie, desde casi desnuda hasta con pelos densos, rematando su extremo en un mechón tupido; el largo de la cola ronda la misma longitud que el largo de la cabeza más el del cuerpo. Las hembras tienen 4 pares de mamas, 3 laterales y 1 inguinal. En ambos sexos hay una glándula en la región pectoral, la que está más marcada en los machos.

## Relaciones filogenéticas
Phyllomys es el género hermano de Echimys (su equivalente de la selva amazónica), ambos constituyen un clado hermano a Makalata, también amazónico.  El clado que forman estos 3 taxones está relacionado con el que forman los géneros Pattonomys y Toromys. Todo ese conjunto comparte afinidades filogenéticas con un clado que contiene los géneros Dactylomys, Olallamys, Kannabateomys, Diplomys y Santamartamys. Respecto a la taxonomía interna de Phyllomys, esta es sumamente compleja; muchos caracteres morfológicos se superponen entre especies, por lo que, para definir los límites entre estas, han sido decisivos los estudios a nivel molecular. Además de las especies válidas ya descritas, las inferencias filogenéticas y los datos cariológicos han revelado otros linajes monofiléticos, pero se requieren análisis adicionales para proponer nuevas descripciones formales o asociar estos linajes a especies válidas.

## Subdivisión
Este género se compone de 14 especies vivientes y una especie extinta: 
- Phyllomys blainvillii (Jourdan, 1837)
- Phyllomys brasiliensis Lund, 1840
- Phyllomys centralis Ferreira-Machado, Loss, Paz, Vieira, Pacheco-Rodrigues, Marinho-Filho, 2018[9]
- Phyllomys dasythrix Hensel, 1872
- Phyllomys fossilis † Lund, 1840
- Phyllomys kerri (Moojen, 1950)
- Phyllomys lamarum (Thomas, 1916)
- Phyllomys lundi Leite, 2003[10]
- Phyllomys mantiqueirensis Leite, 2003
- Phyllomys medius (Thomas, 1909)
- Phyllomys nigrispinus (Wagner, 1842)
- Phyllomys pattoni Emmons, Leite, Kock & Costa, 2002
- Phyllomys sulinus Leite, Christoff, & Fagundes, 2008[11]
- Phyllomys thomasi (Ihering, 1871)
- Phyllomys unicolor (Wagner, 1842)

## Distribución geográfica y hábitats
Las especies que lo componen se distribuyen en selvas en galería del cerrado y selvas continuas del bioma mata atlántica del este de Brasil, desde el estado de Ceará por el norte, hasta Río Grande del Sur por el sur, siendo formalmente un género endémico de ese país. Sin embargo, también alcanzaría el nordeste de la Argentina, en el extremo norte de la región mesopotámica de ese país, específicamente en el sector septentrional de la provincia de Misiones (selvas de los alrededores de Puerto Iguazú), sobre la base del análisis realizado por Ulyses F.J. Pardiñas, Carlos A. Galliari, Ernesto R. Krauczuk y Nicolás R. Rey, de una fotografía de un ejemplar que había sido capturado por un gato doméstico, espécimen el cual, lamentablemente, no fue coleccionado. Podría pertenecer a alguna de las 3 especies del género que habitan en el sur de Brasil: Phyllomys dasythrix, Phyllomys sulinus y  Phyllomys nigrispinus. Los integrantes de Phyllomys habitan en selvas serranas y de bajas altitudes, también en selvas en galería rodeadas por sabanas y bosques.

## Costumbres
Sus costumbres son poco conocidas. Están adaptadas para trepar a los árboles, allí están activas durante la noche, momento en que buscan su alimento: hojas.